# 世界ロマの日
国際ロマの日（こくさいロマのひ、英語: International Romani Day、4月8日）は、ロマの社会と文化を祝い、ロマが直面している諸問題への意識啓発をおこなう日。日本語では、国際ロマ・デー、国際ロマ民族デーとして言及されることもある。

## 制定
この日は、1990年にポーランドのセロツクで開催された国際ロマ連盟 (IRU) の第4回世界ロマ会議において正式に宣言されたもので、日付は、1971年4月7日から12日にかけてロンドン近郊のチェルスフィールドで、最初の大規模なロマの代表者たちが集まる国際的な集会が開催されたことを踏まえている。

## 国際的な反応
- 教皇ヨハネ・パウロ2世は、信徒たちに対して、ロマへの深い同情と敬意をもつよう奨励した。
- 2004年、アメリカ合衆国国務省のアダム・エレリ（英語版）は、ロマに対する人権侵害は続いていると述べ、欧州各国政府に対して寛容を推し進めるよう求めた。
- 2006年、欧州評議会の事務次長マオド・ド・ブーア＝ブキッキオは、拡大しつつある反ロマ感情（英語版）への懸念を述べ、欧州のロマたちに対して、長年にわたって広くおこなわれてきた差別の結果である彼らの劣悪な生活環境の改善のために行動を起こすよう促した[5]。
- 2009年、アメリカ合衆国国務長官ヒラリー・クリントンは、欧州各国のロマたちの人権の擁護と啓発へ、合衆国が関与することを述べた[6]。